# Rytidostylis longisepala
Rytidostylis longisepala là một loài thực vật có hoa trong họ Cucurbitaceae. Loài này được (Cogn.) C. Jeffrey miêu tả khoa học đầu tiên năm 1978.